# Ryszard Grodzicki
Ryszard Grodzicki (ur. 4 lutego 1948 w Warszawie) – polski polityk, prawnik, politolog, poseł na Sejm II kadencji.

## Życiorys
W 1970 ukończył studia na Wydziale Prawa i Administracji Uniwersytetu Warszawskiego. W 1981 uzyskał stopień naukowy doktora nauk humanistycznych w dziedzinie nauk politycznych. Od 1970 pracował w Instytucie Nauk Politycznych Uniwersytetu Warszawskiego, zajmował stanowisko starszego wykładowcy.
Uczestniczył w obradach Okrągłego Stołu w podzespole do spraw reformy prawa i sądów. Do 1990 należał do Polskiej Zjednoczonej Partii Robotniczej. W latach 80. pełnił funkcję sekretarza komitetu uczelnianego PZPR na Uniwersytecie Warszawskim. Od 1990 działał w SdRP, w 1999 przystąpił do SLD. W  wyborach parlamentarnych w 1989 bez powodzenia kandydował na posła w okręgu Biała Podlaska, przegrywając z Józefem Oleksym. W latach 1993–1997 był posłem wybranym z listy Sojuszu Lewicy Demokratycznej w Warszawie. Przewodniczył Komisji Regulaminowej i Spraw Poselskich, zasiadał w Komisji Konstytucyjnej Zgromadzenia Narodowego. W 1997 bez powodzenia ubiegał się o reelekcję.
Był radnym sejmiku mazowieckiego w latach 1998–2002, a także doradcą prezesa NIK. Członek Związku Nauczycielstwa Polskiego i Związku Harcerstwa Polskiego.

## Odznaczenia
W 1997 został odznaczony przez prezydenta Aleksandra Kwaśniewskiego Krzyżem Kawalerskim Orderu Odrodzenia Polski.